# Habrostolodes congressa
Habrostolodes congressa là một loài bướm đêm trong họ Noctuidae.